# Lucien Descaves

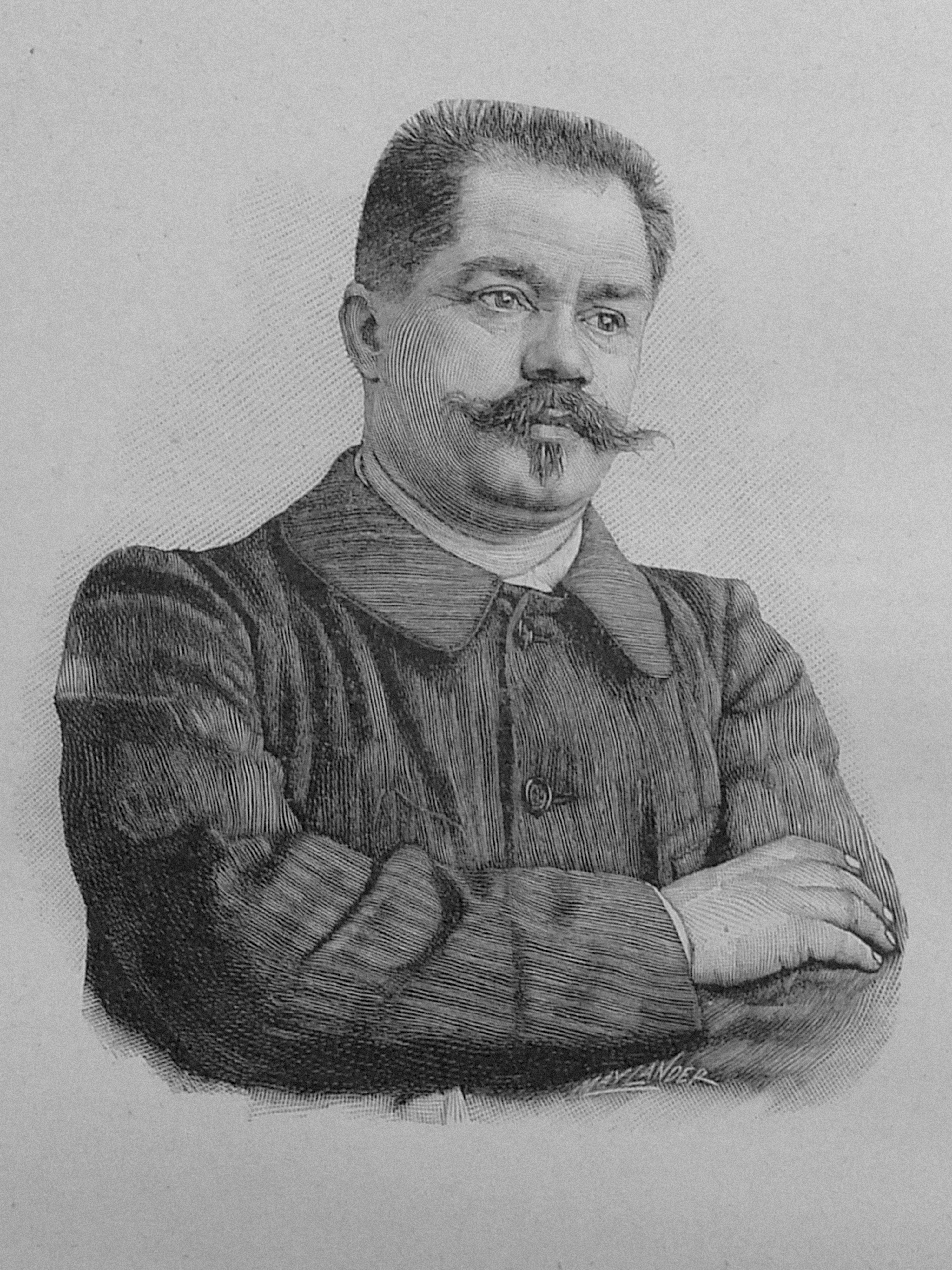
Lucien Descaves (Porträt 1908, Graveur Charles Maylander)

Lucien Alexandre Descaves (* 18. März 1861 in Paris; † 6. September 1949 ebenda) war ein französischer Journalist und Schriftsteller.

## Leben und Wirken
Lucien Descaves war der Sohn des Kupferstechers Alphonse-Louis Descaves (1830–1890) und dessen Ehefrau Hélène Louise Château; der Polizeioffizier und bekannte Kunstsammler Eugène Descaves († 1934) war sein Bruder. Die Pianistin Lucette Descaves (1906–1993) war seine Nichte.
Schon früh wurde Descaves freier Mitarbeiter bei verschiedenen – politisch eher links ausgerichteten – Zeitungen und Zeitschriften. Bekannt wurde Descaves, als er am 18. August 1887 im Le Figaro zusammen mit Paul Bonnetain, Gustave Guiches, Paul Margueritte und J.-H. Rosny das Manifeste des cinq veröffentlichte.
Descaves heiratete am 23. April 1888 in Paris Céleste Emboucheur (1869–1896) und hatte mit ihr zwei Söhne: den Arzt Jean Descaves (1892–1922) und den Kurator der Comédie-Française Pierre Descaves (1896–1966).
Während der Dreyfus-Affäre fungierte Descaves als Redakteur des Tageszeitung L’Aurore. Seine Einstellung gegen das Militär zeichneten auch seine Leitartikel in dieser Zeit. Um die Erinnerung an Edmond und Jules Goncourt wach zuhalten, gründete Descaves zusammen mit Gleichgesinnten 1900 die Académie Goncourt (AG), die sich bis heute um das Werk der beiden annimmt und jährlich den Prix Goncourt verleiht.
Als Freund Joris-Karl Huysmans gründete Descaves 1907, wenige Wochen nach dessen Tod die Societé J.-K. Huysmans.
Um 1922 war er nach Jean-Ernest Charles und vor Georges Bourdon für kurze Zeit Vorsitzender der Gewerkschaft Syndicat national des journalistes (SNJ). Nach dem Zweiten Weltkrieg berief man Descaves zum Vorsitzenden der AG und er hatte dieses Amt bis zu seinem Lebensende inne. Lucien Descaves starb am 6. September 1949 in Paris und fand seine letzte Ruhestätte auf dem Cimetière de la Villette (19. Arrondissement).

## Werke (Auswahl)
Autobiographie
- Souvenirs d'un ours. Édition de Paris, Paris 1946.

Biographien
- La vie douloureuse de Marceline Desbordes-Valmore. Éditions d’Art & de Litterature, Paris 1910.

Essays
- Soupes. Essais (Bibliothèque sociologique; Bd. 20). Stock, Paris 1898.

Romane
- La teigne. Renaissance du Livre, Paris 1913 (EA Paris 1886)
- La caserne. Misères du sabre. Tresse & Stock, Paris 1890.
- Les emmurés. Flammarion, Paris 1925 (EA Paris 1894)
- Philémon. Vieux de la vieille. Ollendorff, Paris 1913.
- La colonne. Récit du temps de la commune. Juven, Paris 1901.

Theaterstücke
- La Pelote. Paris 1888.
- zusammen mit Paul Bonnetain: Sous-Offs. Piece en trois actes un prose. Lemerre, Paris 1889
- zusammen mit Georges Darien: Les chapons. Pièce en un acte. Martineau, Paris 1966 (EA Paris 1890)
- La cage. Pièce en un acte. Stock, Paris 1905 (EA Paris 1898)
- zusammen mit Maurice Donnay: La Clairière. Pièce en quatre actes. L’Illustration, Paris 1900.

Vorworte
- Maurice Allain: Histoire générale de la littérature française. Quillet, Paris 1922.
- Laurent Benoit: La Commune de 1871. Dorbon, Paris 1934.
- Gaston Gille: Jules Vallès 1832–1885. Ses révoltes, sa maitrise, son prestige. Flammarion, Paris 1946.
- Maxime Vuillaume: La semaine sanglante. La Palatine, Genf 1964.